# Dżazirat Bubijan
Bubiyan – niezamieszkana, przybrzeżna kuwejcka wyspa w północno-zachodniej części Zatoki Perskiej o powierzchni 804 km². Powstała wskutek zalania przez morze ujściowego brzegu rzeki Tygrys i Eufrat. Jest wyspą nizinną, piaszczystą z licznymi słonymi bagnami. Do listopada 1994 toczył się o nią spór z Irakiem. Wówczas Irak oficjalnie zaakceptował wyznaczoną przez ONZ granicę z Kuwejtem.